# Политическая система Исландии
Исландия по форме государственного устройства является парламентской республикой.

## Конституция Исландии
Первая конституция Республики Исландия была принята в 1920 году, позже в неё были внесены значительные изменения — в 1944 и 1991 годах. 17 июня (день принятия Конституции) считается Днём независимости Исландии. 27 ноября 2010 года в Исландии прошли выборы в Учредительное собрание. Избранные на выборах делегаты должны будут обновить конституцию с учётом пожеланий населения.
23 октября 2012 года в Исландии прошел референдум, на котором была принята новая Конституция.

## Законодательная власть
Законодательной ветвью власти является альтинг — однопалатный парламент из 63 депутатов, которые избираются каждые четыре года. Альтинг может быть распущен до истечения срока полномочий при определенных условиях.
Депутаты альтинга избираются на основе пропорционального представительства в шести избирательных округах. До 1991 года альтинг имел двухпалатную структуру (верхнюю и нижнюю палаты), а в 1991 году преобразован в однопалатный парламент.
Граждане Исландии обладают активным избирательным правом с 18 лет.

## Исполнительная власть

### Президент Исландии
Президент является главой государства Исландии и представляет Исландию в международном праве. Срок его полномочий составляет четыре года, начиная с 1 августа года выборов. Избирается прямым голосованием избирателей простым большинством голосов. Право голоса на президентских выборах имеют граждане Исландии в возрасте от 18 лет, кандидат в президенты должен быть не моложе 40 лет.
Нынешний президент — Гвюдни Йоуханнессон, является президентом с 1 августа 2016 года.

### Правительство Исландии
Премьер-министр и министры назначаются президентом Исландии. Президент формально имеет полную свободу действий в формировании правительства. На практике, однако, как правило, после парламентских выборов премьер-министром назначается лидер партии, получившей наибольшее количество голосов, а правительство формируется на коалиционной основе. В настоящее время в правительство входят следующие министры:
- Министр здравоохранения
- Министр образования, науки и культуры
- Министр финансов
- Министр иностранных дел
- Министр внутренних дел
- Министр экономики
- Министр по делам бизнеса
- Министр по вопросам окружающей среды
- Министр рыболовства и сельского хозяйства
- Министр промышленности, энергетики и туризма
- Министр связи
- Министр юстиции и прав человека
- Министр социальной защиты[2].

С апреля 2016 года премьер-министром является Сигюрдюр Инги Йоуханнссон — лидер Прогрессивной партии.

## Судебная власть
Судебная власть в Исландии является двухуровневой. Нижний уровень состоит из районных судов, верхний уровень — Верховный суд, который также действует как конституционный суд. Судебная система Исландии по своему устройству аналогична судебной системе Норвегии.

## Политические партии
Действующие политические партии Исландии:
- Партия независимости (ПН) — основана в 1929, консервативная направленность;
- Прогрессивная партия (ПП) — создана в 1916, центристы;
- Социал-демократический альянс (Исландия) (СДА) — образован в 1998, левоцентристы;
- Лево-зелёное движение (ЛЗД) — создано в 1999, левые социалисты.

## Членство в международных организациях
Исландия является членом следующих организаций:
- ФАО (с 1945),
- Организации Объединенных Наций (с 1946),
- НАТО (с 1949),
- Совета Европы (с 1949),
- Северного Совета (с 1952),
- Европейской ассоциации свободной торговли (с 1960),
- ОЭСР (с 1961),
- ЮНЕСКО (с 1964),
- ОБСЕ (с 1975/1992),
- Западно-северного совета (с 1985/1997),
- Совет Баренцева моря (с 1993),
- ЕЭП (1994),
- ВТО (с 1995),
- Совет государств Балтийского моря (с 1995),
- Арктического совета (с 1996),
- Международной китобойной комиссии.

17 июля 2009 Исландия подала заявку на членство в Европейском Союзе.